# Сергієнко Петро Трохимович
Петро́ Трохимович Сергіє́нко  (17 лютого 1902, с. Вовчик (тепер Лубенський район Полтавська область) — † 1 січня 1984, Київ, УРСР) — український театральний актор характерно-героїчного плану; театральний педагог. Народний артист УРСР (1951).
Закінчив 1931 року Державний музично-драматичний інститут імені М. В. Лисенка.
У 1931—1975 рр. (з перервою) — актор Київського драматичного театру імені Івана Франка.
Зіграв понад 100 ролей у класичному, побутовому і рад. репертуарі; серед них: Ярчук («Соло на флейті» І. Микитенка), Лизогуб («Богдан Хмельницький» О. Корнійчука), Річард («У пущі» Л. Українки), Поза («Дон Карлос» Й.-Ф. Шіллера), Назар («Назар Стодоля» Т. Шевченка) та інших.
Знявся у фільмах-спектаклях: «В степах України» (1952), «Суєта» (1956), «Не судилось» (1967).
Нагороджений орденом Трудового Червоного Прапора, медалями.